# Лидзбарк-Варминьски (гмина)
Лидзбарк-Варминьски (пол. Lidzbark Warmiński) — сельская гмина (волость) в Польше, входит как административная единица в Лидзбаркский повет, Варминьско-Мазурское воеводство. Население — 6746 человек (на 2004 год).

## Демография
| Перепись                       | Всего   | Всего | Женщины | Женщины | Мужчины | Мужчины |
| ------------------------------ | ------- | ----- | ------- | ------- | ------- | ------- |
| Единицы                        | человек | %     | человек | %       | человек | %       |
| Население                      | 6746    | 100   | 3319    | 49,2    | 3427    | 50,8    |
| Плотность населения (чел./км²) | 18,2    | 18,2  | 8,9     | 8,9     | 9,2     | 9,2     |

## Поселения
Гмина включает в себя 40 солецтв, объединяющих 56 населенных пунктов.
1. Бабяк (пол. Babiak, нем. Frauendorf), солецтво включает в себя Грабняк (пол. Grabniak)
2. Блянки (пол. Blanki, нем. Blankensee)
3. Бобровник (пол. Bobrownik, нем. Bewernick), солецтво включает в себя Длуголемка (пол. Długołęka)
4. Буги (пол. Bugi, нем. Bogen)
5. Дрвенца (пол. Drwęca, нем. Drewenz), солецтво включает в себя Клузиты Вельке (пол. Kłusity Wielkie), Стабуниты (пол. Stabunity)
6. Игналин (пол. Ignalin, нем. Reimerswalde)
7. Яготы (пол. Jagoty, нем. Jegothen), солецтво включает в себя Ягодув (пол. Jagodów)
8. Ярандово (пол. Jarandowo, нем. Süßenberg)
9. Кашуны (пол. Kaszuny, нем. Kaschaunen)
10. Кеж (пол. Kierz, нем. Kerschen)
11. Клембово (пол. Kłębowo, нем. Wernegitten)
12. Книпы (пол. Knipy, нем. Knipstein)
13. Коханувка (пол. Kochanówka, нем. Stolzhagen)
14. Конево (пол. Koniewo, нем. Konnegen), солецтво включает в себя Конево-Осада (пол. Koniewo-Osada)
15. Котово (пол. Kotowo, нем. Katzen), солецтво включает в себя Будники (пол. Budniki)
16. Крашево (пол. Kraszewo, нем. Reichenberg), солецтво включает в себя Хельм (пол. Chełm)
17. Ляуда (пол. Lauda, нем. Lawden)
18. Лабно (пол. Łabno, нем. Schwansberg)
19. Ланево (пол. Łaniewo, нем. Launau), солецтво включает в себя лесничество Ланево (пол. Łaniewo-Leśnictwo)
20. Маркаймы (пол. Markajmy, нем. Markeim), солецтво включает в себя Маркув	(пол. Marków)
21. Медыны (пол. Medyny, нем. Medien), солецтво включает в себя Дембец (пол. Dębiec)
22. Мейска-Воля (пол. Miejska Wola, нем. Bürgerswalde), солецтво включает в себя Красны Бур (пол. Krasny Bór)
23. Милогуже (пол. Miłogórze, нем. Liewenberg)
24. Морава (пол. Morawa, нем. Maraunen)
25. Нова-Весь-Велька (пол. Nowa Wieś Wielka, нем. Neuendorf)
26. Новосады (пол. Nowosady, нем. Wosseden)
27. Пильник (пол. Pilnik, нем. Neuhof)
28. Поморово (пол. Pomorowo, нем. Pomehren)
29. Реды (пол. Redy, нем. Retsch), солецтво включает в себя Реды-Осада (пол. Redy-Osada), Видрыки (пол. Widryki)
30. Рогуж (пол. Rogóż, нем. Roggenhausen), солецтво включает в себя Войдыты (пол. Wojdyty)
31. Руново (пол. Runowo, нем. Raunau)
32. Сарново (пол. Sarnowo, нем. Rehagen)
33. Стрыйково (пол. Stryjkowo, нем. Sternberg)
34. Сурыты (пол. Suryty, нем. Soritten), солецтво включает в себя Гайлиты (пол. Gajlity)
35. Свентник (пол. Świętnik, нем. Heiligenfelde)
36. Велёхово (пол. Wielochowo, нем. Großendorf)
37. Воркеймы (пол. Workiejmy, нем. Workeim)
38. Врублик (пол. Wróblik, нем. Sperlings)
39. Зарембы (пол. Zaręby, нем. Sperwatten)
40. Жытово (пол. Żytowo, нем. Settau)

## Соседние гмины
1. Гмина Бартошице
2. Гмина Добре-Място
3. Гмина Гурово-Илавецке
4. Гмина Езёраны
5. Гмина Кивиты
6. Лидзбарк-Варминьски
7. Гмина Любомино
8. Гмина Орнета
9. Гмина Пененжно